# Ugolin de Forcalquier
Ugolin de Forcalquier o Uc de Forcalquier, con le varianti Ugolino o Hugolin de Forcalquier, in latino Hugolinus de Folcalcherio (fl. XII-XIII secolo) è stato un trovatore e glossatore occitano originario di Forcalquier, sposato a una sconosciuta poetessa di nome Biancamano.
Francesco da Barberino soltanto ne fornisce qualche indicazione nella sua vida, in base alla quale avrebbe composto coblas e altre poesie e glossato opere di Raimon d'Anjou.